# Liste des évêques de Séez
Liste des évêques de Séez établie d'après le pouillé de l'ancien diocèse de Séez. 
La graphie Séez correspond à celle généralement employée jusqu’à la fin du XVIIIe siècle pour le nom de la ville. Officiellement, l’orthographe de celui-ci est devenue Sées, ce qui a permis d’éviter l'homonymie avec Séez de Savoie (nouvellement française). Cependant, l’usage antérieur a été conservé par l'Église catholique (diocèse de Séez, évêque de Séez).
La liste est incertaine jusqu'à Azon, restaurateur du diocèse après l'invasion normande. 
Beaucoup de dates anciennes ne sont qu'approximatives et même, par suite de la disparition de tout document, purement conjecturales. Là où il y a deux dates, la première indique le début de l'épiscopat, la seconde celle du décès, de la démission ou de la translation à un autre siège :

## Liste des évêques de Séez
- Saint Latuin, apôtre de Séez, Ve siècle[3]
- Saint Sigisbold, v. 460
- Saint Landry, v. 460
- Nil ou Hille (Hillus), Ve siècle
- Hubert de Séez, v. 500
- Litardus, Litharedus ou Lotharius, 511 (1er concile d’Orléans)
- Passiv (Cité aux conciles d'Orléans de 533, 538, 541 et 549) 533 - 549
- Leudobaude (Cité au concile de Tours de 567 et au concile de Paris de 573) 567-573
- Marcel (Cité au concile de Paris de 614) 614
- Amlacaire (Cité au concile de Chalon de 647/53) 647/653
- Saint Révérien, 670 - 682, (Information douteuse) [réf. nécessaire]
- Saint Annobert ou Alnobert, cité quand il nomma abbé saint Evremond, en 688[4], au Concile de Rouen de 692, mort en 706
- Rodobert ou Chrodobert, 706, également comte d'Hiémois
- Hugues Ier (évêque de Séez), VIIIe siècle
- Saint Ravenger, ? - 750
- Saint Lothaire, vers 750
- Saint Chrodegang ou Godegrand, ? - 770
- Saint Gérard, 765 - 805
- Réginald de Séez, vers 811
- Ingelnom, v. 833
- Saxobold, 840 - 852
- Saint Adelin, Adalhelme (Adalhelmus), v. 879 - 916, devient esclave des vikings
- Robert Ier, Xe siècle
- Benoît, Xe siècle
- Azon le Vénérable, v. 986-1006
- Richard I
- Sigefroi ou Sigefroid, v. 1010 - 1026
- Radbod, v. 1025 - v. 1030
- Yves de Bellême, v. 1035 - 1070
- Robert II de Ryes, v. 1070-v. 1081
- Gérard Ier, 1082 - 1091
- Serlon d'Orgères, 1091 - 1123, précédemment abbé de Saint-Évroult
- Jean Ier de Neuville, 1124-1143
- Gérard II, 1144 - 1157
- Froger, 1157 - 1184[5]
- Lisiard, 1184 - 1201[5]
- Sylvestre, 1202 - 1220, remplace Raoul du Merle qui avait été élu en 1201 mais dont l'élection fut rejetée par les partisans de Jean sans Terre
- Gervais Ier de Chichester, également abbé-général des Prémontrés[6], 1220 - 1228
- Hugues II, 1228 - 1240
- Geoffroy de Mayet, 1240 - 1258
- Thomas d'Aunou, 1258 - 1278
- Jean II de Bernières, 1278 - 1292
- Philippe Le Boulenger, 1294 - 1315
- Richard II de Sentilly, 1315 - 1320
- Guillaume Ier Mauger, 1320 - 1356
- Gervais II de Belleau, 1356 - 1363
- Guillaume II de Rancé, 1363 - 1378
- Grégoire Langlois, 1378 - 1404
- Pierre Beaublé, 1404 - 1408
- Jean III, 1408 - 1422
- Robert III de Rouvres, 1422 - 1433
- Thibaut Lemoine, 1433-1434
- Jean IV Chevalier, 1434 - 1438
- Jean V de Pérusse d'Escars, 1438 - 1454
- Robert IV de Cornegrue, 1454 - 1478[7]
- Étienne Goupillon, 1478 - 1493[7]
- Gilles de Laval, 1493 - 1502[7]
- Claude d'Husson, 1503 - 1510
- Jacques de Silly, 1511 - 1539
- Nicolas de Dangu, 1539 - 1545
- Pierre Duval, 1545 - 1564
- Louis du Moulinet, 1564 - 1601
- Claude de Morenne, 1601 - 1606
- Jean Bertaut, abbé d'Aunay, 1606 - 1611
- Jacques Suares, 1611 - 1614
- Jacques Camus de Pontcarré, 1614 - 1650
- François Rouxel de Médavy, 1650 - 1670
- Jean Forcoal, 1670 - 1682
- Mathurin Savary, 1690 - 1698
- Louis d'Aquin, 1698 - 1710
- Dominique Barnabé Turgot de Saint Clair (1667-1727), 1710 - 1727
- Jacques Lallement, 1728 - 1740
- Louis-François Néel de Christot, 1740 - 1775
- Jean-Baptiste du Plessis d'Argentré (né en 1720), 1775 - 1801
  - Jacques André Simon Lefessier (né en 1738, évêque constitutionnel, « évêque de l'Orne » et non évêque de Séez) 1791 - 1801

## Évêques depuis le Concordat
Le 15 août 1801, promulgation du Régime concordataire. Le diocèse est remodelé, correspondant désormais au département de l'Orne.
- Hilarion-François de Chevigné de Boischollet (1746–1812), 1802–1812 († Nantes, 23 février 1812)
- Guillaume André René Baston (1741–1825), 1813–1815 (nommé par Napoléon Ier, non reconnu par le pape, révoqué à la Restauration). († Saint-Laurent, 26 septembre 1825)
- François Gabriel de Cheux du Repas (1755-1816), nommé en 1816  (précédemment vicaire général de Coutances, il décéda accidentellement avant d'entrer en fonctions).
- Alexis Saussol, 1817–1836 († Sées, 7 février 1836)
- Mellon de Jolly, 1836–1844 († Fontainebleau, 23 avril 1872)
- Charles-Frédéric Rousselet, 1844–1881 († Sées, 1er décembre 1881)
- François-Marie Trégaro, 1881–1897[8] († Sées, 6 janvier 1897)
- Claude Bardel, 1897–1926 († Sées, 16 février 1926)
- Octave Pasquet, 1926–1961 († Sées, 11 juillet 1961)
- André Pioger, 1961–1971 († Sées, 22 avril 1981)
- Henri Derouet, 1971–1985 († Arras, 4 juillet 2004)
- Yves-Marie Dubigeon, 1986–2002 († Nantes, 24 juin 2007)
- Jean-Claude Boulanger, 2002–2010
- Jacques Habert, 2010–2020
- Bruno Feillet, 2021–présent